# Jean Vigo
Jean Vigo (París, 26 d'abril de 1905 - París, 5 d'octubre de 1934) va ser un director de cinema francès. Se'l coneix sobretot per dues pel·lícules que van tenir una gran influència en el desenvolupament posterior del cinema francès: Zero en conducta (1933) i L'Atalante (1934).
Era fill del militant anarquista català Eugène-Bonaventure de Vigo, conegut pel sobrenom de Miguel Almereyda (anagrama de "i a la merde"), director del periòdic Li Bonnet Rouge. Son pare va ser arrestat i tancat en la presó de Fresnes, on, en 1917, va ser trobat mort, estrangulat amb els cordons dels seus pròpies sabates. A causa de la reputació de son pare, Jean va haver d'adoptar un nom supòsit, Jean Sals. Entre 1918 i 1922 va ser alumne en un internat de Millau, experiència en què es va basar per a rodar la seua pel·lícula Zero en conducta.
La seua primera pel·lícula, el migmetratge mut À propos de Nice (1930), és una espècie d'assaig fílmic de to satíric que explora les desigualtats socials de la Niça dels anys 20, llançant una feroç diatriba contra els estiuejants burgesos. En el film va col·laborar amb ell el director de fotografia rus Boris Kaufman (germà del director Dziga Vertov), qui intervindria després en totes les obres de Vigo.
En 1930, Vigo crea a Niça un cineclub anomenat "Els Amis du Cinéma", on programa, entre moltes altres, pel·lícules soviètiques. El seu següent film, d'encàrrec, va ser Taris (1931), un documental sobre el campió de natació Jean Taris, destacable sobretot per les preses submarines.
Zero en conducta (Zéro de conduite) és una obra molt més personal. Rodat amb baix pressupost, és un migmetratge de 45 minuts que narra la insurrecció dels estudiants d'un internat contra els seus estrictes professors. Gran part de l'argument de Zero en conducta es basa en els records de Vigo, que va passar gran part de la seua infància en internats. El film és un cant a l'anarquisme infantil, i va tindre una gran influència sobre l'opera prima de Truffaut, Els quatre-cents colps, una de les pel·lícules clau de la nouvelle vague. Considerada antipatriòtica, la pel·lícula va estar prohibida a França fins a 1945.
L'any següent, en col·laboració amb Borís Kaufman, va produir la seua obra mestra, l'Atalante (1934). En la pel·lícula es compta la història d'amor entre un jove mariner sense objectius i la seua jove esposa. L'acció transcorre en un xicotet vaixell de càrrega, on la parella novençana es veu obligada a conviure amb un vell pilot, interpretat per Michel Simon.
Jean Vigo va morir a París de tuberculosi, i va ser soterrat en el cementeri de Bagneux, en la capital francesa.
Jean-Luc Godard li va dedicar la seua pel·lícula Els Carabiniers.

## Premi Jean Vigo
El 1951 va ser creat en el seu honor en França el Premi Jean Vigo, que ha distingit sovint jóvens realitzadors. A partir de 2007, el Festival Punt de Vista de Pamplona (que pren el seu nom del "punt de vista documentat" que defenia Jean Vigo) entregarà per primera vegada un Premi Jean Vigo al millor director de què competixen en la seua secció oficial.

## Filmografia
- 1930: À propos de Nice
- 1931: Taris, roi de l'eau
- 1933: Zero en conducta (Zéro de conduite)
- 1934: L'Atalante[2]